# 우크라이나 국민군
우크라이나 국민군(우크라이나어: Українська національна армія, 줄여서 우크라이나어: УНА, UNA)은 제2차 세계 대전 당시 우크라이나 군사 집단으로, 1945년 3월 17일 나치 독일 바이마르에서 창설되었으며 우크라이나 국민위원회에 종속되었다.

## 역사
1945년 4월 15일에 창설되어 파블로 샨드루크 장군이 지휘한 이 군대는 다음 부대로 구성되었다.
- 제1갈리치아사단 (이전에는 친위대 제14무장척탄병사단이었으나, 명칭 변경이 공식적으로 이루어졌음을 보여주는 증거는 없다)[4]
- 제2사단은 두 개의 여단으로 조직되었는데, 자유 우크라이나 대전차 여단(Вільна Україна)과 두 번째 여단으로 구성되었으며, 우크라이나 해방군의 잔해와 페트로 디아첸코 장군이 이끄는 다른 우크라이나 부대로부터 재편되었다.
- B 집단(50명)은 타라스 불바-보로베츠 장군이 이끌었다.[1]
- 우크라이나 자유 코사크는 테레셴코 대령이 이끌었다.
- 제1예비여단은 후디마 대령이 이끌었다.
- 제2예비여단은 말레츠 대령이 이끌었다.

우크라이나 해방군, 쿠반 카자크 및 조지아 사단의 포함에 대한 계획이 세워졌다.

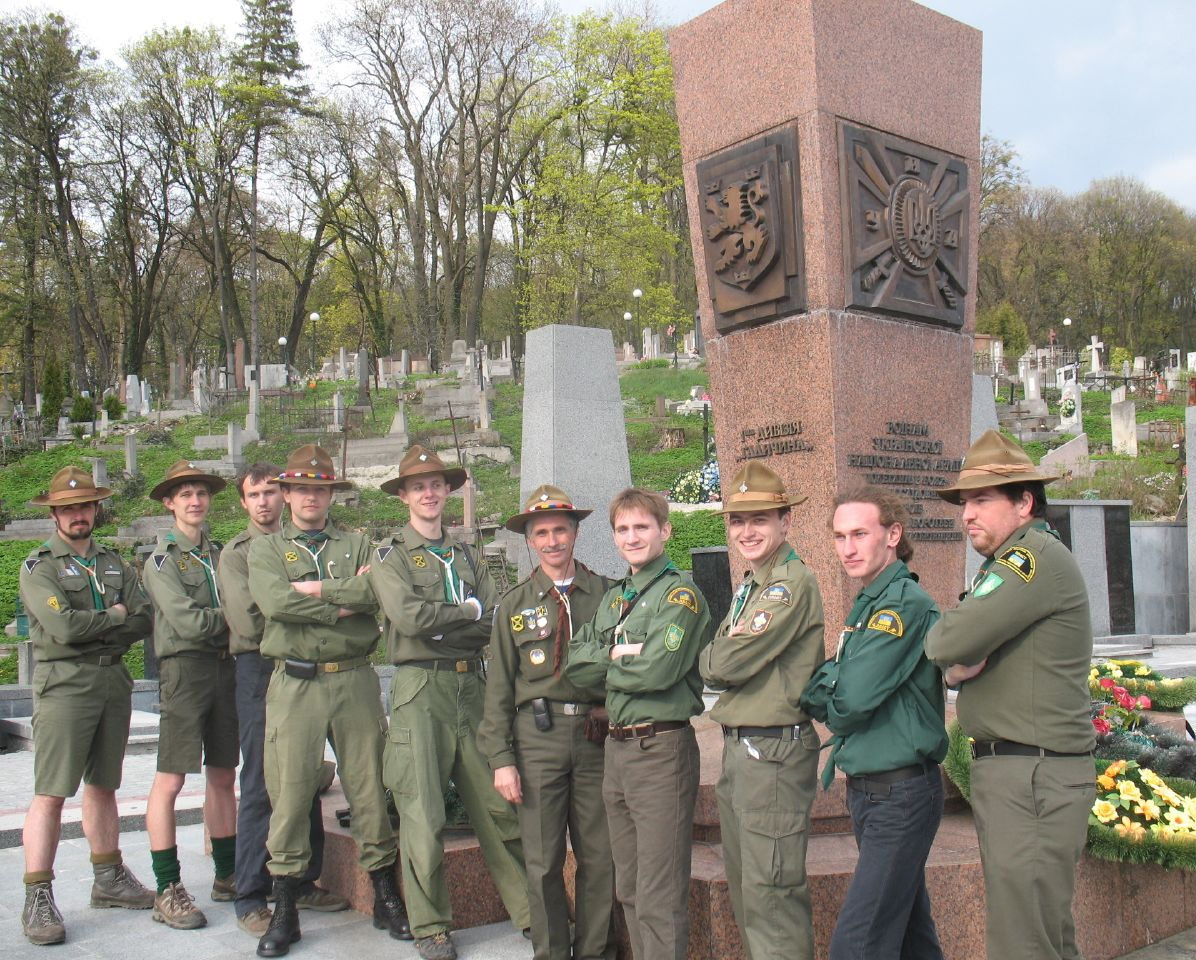
르비우(우크라이나)의 "제1 갈리치아 사단과 UNA 기념비". 2008년 4월 플라스트 회원들이 재회(리차키우스키 묘지)에서.

실제로 샨드루크는 제1사단과 제2사단의 일부만을 지휘할 수 있었다. 5월 7일, 그의 영향으로 사단은 슬로베니아(1945년 2월)에서 천천히 이동한 후 서부 오스트리아에 위치하게 되었고, 붉은 군대 병력으로부터 더 후퇴했다. 군대는 이제 여러 그룹으로 나뉘어 일부는 이탈리아 국경으로 향하여 영국 육군 제15집단군에 항복했고, 다른 그룹은 독일 및 스위스 국경으로 이동하여 미국 육군 제6집단군에 항복했다. UNA 병사들은 폴란드 제2군단 통제 지역인 북이탈리아에 억류되었다. 항복 후 샨드루크는 런던에서 폴란드 장군 브와디스와프 안데르스와의 만남을 요청하고, 군대를 소련으로 송환하는 것에 맞서 보호해 줄 것을 요청했다. 소련의 압력에도 불구하고 안데르스는 전 폴란드 제2공화국 시민이었던 우크라이나 병사들을 보호할 수 있었다. 샨드루크와 그의 병력 대부분은 서방에 남을 수 있었고, 많은 전 UNA 병사들은 프랑스 외인부대에 입대했다. 나머지 분리된 그룹들은 소련 또는 서방 연합군에 항복하여 송환되었으며, 수백 명은 스위스에 억류되었다.

## 더 읽어보기
- Shandruk, Pavlo (1959). 《Arms of valor》 1판. New York: Robert Speller & Sons Publishers. 2008년 8월 18일에 확인함.